# Domènec Torrent
Domènec Torrent Font, né le 14 juillet 1962 à Santa Coloma de Farners (Gérone, Catalogne), est un footballeur espagnol devenu entraîneur.

## Biographie

### En tant que footballeur
Torrent est milieu de terrain pour l'UE Olot (1980-1983) et l'AD Guíxols (1983-1989).

### En tant qu'entraîneur ou entraîneur adjoint
Il commence par entraîner des équipes de catégorie régionale, avec le FC Palafrugell (1994-2000), puis Palamós CF (2003-2004) et lors de la saison 2005-2006 le Girone FC.
En 2008, il intègre le corps technique du Barcelone de Pep Guardiola, comme analyste, et y reste jusqu'à son départ en 2012 pour le Bayern de Munich. Torrent est le deuxième entraîneur de Pep au Bayern de Munich et dans ses deux premières saisons au commandement du Manchester City FC (2016-2018).
En 2018 il entraîne le New York City FC de la MLS. L'équipe fait la meilleure de son histoire à la Major League Soccer (MLS), en terminant avec 64 points, ce qui lui permet d'accéder pour la première fois à la Ligue de Champions de la CONCACAF (2018-2019).

#### Flamengo
En juillet 2020, Torrent signe avec Flamengo jusqu'à décembre 2021. Le 9 novembre 2020, il est destitué après la lourde défaite de l'équipe contre l'Atlético Mineiro (4-0). Bien que l'équipe brésilienne était troisième dans le classement, le nombre élevé de buts reçus (29 en 20 rencontres) a amené les dirigeants à le licencier.

#### Galatasaray
Le 11 janvier 2022, il signe pour le Galatasaray de la Superliga de la Turquie. Le 21 juin 2022, après l'arrivée du nouveau président, il perd son poste.
- 2003-2004 :  Palamos CF
- mars 2005-2006 :  Girona FC
- 2018-nov. 2019 :  New York City FC
- août 2020-nov. 2020 :  CR Flamengo
- jan. 2022-2022 :  Galatasaray SK
- mai 2024-avr. 2025 :  CA de San Luis
- depuis mai 2025 :  CF Monterrey

## Statistiques comme entraîneur
| Équipe                   | Div.                   | Saison                 | Ligue | Ligue | Ligue | Ligue | Ligue |       | Coupe | Coupe | Coupe | Coupe |   | International | International | International | International | International |   | Autres | Autres | Autres | Autres |    | Total     | Total        | Total          | Total         | Total  | Total | Total | Total |
| Équipe                   | Div.                   | Saison                 | Part. | G     | E     | P     | Pos.  | Part. | G     | E     | P     | Part. | G | E             | P             | Pos.          | Part.         | G             | E | P      | Part.  | G      | E      | P  | Rendement | Buts marqués | Buts encaissés | Différientiel |        |       |       |       |
| ------------------------ | ---------------------- | ---------------------- | ----- | ----- | ----- | ----- | ----- | ----- | ----- | ----- | ----- | ----- | - | ------------- | ------------- | ------------- | ------------- | ------------- | - | ------ | ------ | ------ | ------ | -- | --------- | ------------ | -------------- | ------------- | ------ | ----- | ----- | ----- |
| New York City États-Unis | 1.ª                    | 2018                   | 19    | 8     | 4     | 7     | 7.º   | -     | -     | -     | -     | -     | - | -             | -             | -             | 3             | 1             | 0 | 2      | 22     | 9      | 4      | 9  | 46.97%    | 33           | 30             | +3            |        |       |       |       |
| New York City États-Unis | 1.ª                    | 2019                   | 34    | 18    | 10    | 6     | 2.º   | 3     | 2     | 1     | 0     | -     | - | -             | -             | -             | 1             | 0             | 0 | 1      | 38     | 20     | 11     | 7  | 62.28%    | 71           | 46             | +25           |        |       |       |       |
| New York City États-Unis | Total                  | Total                  | 53    | 26    | 14    | 13    | -     | 3     | 2     | 1     | 0     | -     | - | -             | -             | -             | 4             | 1             | 0 | 3      | 60     | 29     | 15     | 16 | 56.66%    | 104          | 76             | +28           |        |       |       |       |
| Flamengo Brésil          | 1.ª                    | 2020                   | 20    | 10    | 5     | 5     | Inc.  | 2     | 2     | 0     | 0     | 4     | 3 | 0             | 1             | Inc.          | -             | -             | - | -      | 26     | 15     | 5      | 6  | 64.1%     | 46           | 8              | +38           |        |       |       |       |
| Flamengo Brésil          | Total                  | Total                  | 20    | 10    | 5     | 5     | -     | 2     | 2     | 0     | 0     | 4     | 3 | 0             | 1             | -             | -             | -             | - | -      | 26     | 15     | 5      | 6  | 64.1%     | 46           | 8              | +38           |        |       |       |       |
| Galatasaray Turquie      | 1.ª                    | 2021-22                | 18    | 7     | 4     | 7     | 13.°  | -     | -     | -     | -     | 2     | 0 | 1             | 1             | 1/8           | -             | -             | - | -      | 20     | 7      | 5      | 8  | 43.33%    | 28           | 31             | -3            |        |       |       |       |
| Galatasaray Turquie      | Total                  | Total                  | 18    | 7     | 4     | 7     | -     |       | -     | -     | -     | -     |   | 2             | 0             | 1             | 1             | -             |   | -      | -      | -      | -      |    | 20        | 7            | 5              | 8             | 43.33% | 28    | 31    | -3    |
| Total dans sa carrière   | Total dans sa carrière | Total dans sa carrière | 91    | 43    | 23    | 25    | -     | 5     | 4     | 1     | 0     | 6     | 3 | 1             | 2             | -             | 4             | 1             | 0 | 3      | 106    | 51     | 25     | 30 | 55.97%    | 178          | 115            | +63           |        |       |       |       |
| 1. 2. 3.                 |                        |                        |       |       |       |       |       |       |       |       |       |       |   |               |               |               |               |               |   |        |        |        |        |    |           |              |                |               |        |       |       |       |

### Résumé par compétitions
| Compétitions            | Matchs | Victoires | Match nul | Défaites | Pourcentage de victoires |
| ----------------------- | ------ | --------- | --------- | -------- | ------------------------ |
| MLS                     | 53     | 26        | 14        | 13       | 57.87%                   |
| US Open Cup             | 3      | 2         | 1         | 0        | 77.78%                   |
| MLS Cup                 | 4      | 1         | 0         | 3        | 25%                      |
| Brasileirão             | 20     | 10        | 5         | 5        | 58.33%                   |
| Copa de Brasil          | 2      | 2         | 0         | 0        | 100%                     |
| Superliga de Turquía    | 18     | 7         | 4         | 7        | 46.3%                    |
| Copa Libertadores       | 4      | 3         | 0         | 1        | 75%                      |
| Liga Europea de la UEFA | 2      | 0         | 1         | 1        | 16.67%                   |
| TOTAL                   | 106    | 51        | 25        | 30       | 55.97%                   |

## Palmarès

### Comme entraîneur-adjoint

#### Championnats nationaux
| Título                              | Club            | País       | Año  |
| ----------------------------------- | --------------- | ---------- | ---- |
| Coupe d'Espagne de football         | FC Barcelona    | Espagne    | 2009 |
| Liga espagnole                      | FC Barcelona    | Espagne    | 2009 |
| Supercoupe d'Espagne                | FC Barcelona    | Espagne    | 2009 |
| Liga espagnole                      | FC Barcelona    | Espagne    | 2010 |
| Supercoupe d'Espagne                | FC Barcelona    | Espagne    | 2010 |
| Liga espagnole                      | FC Barcelona    | Espagne    | 2011 |
| Supercoupe d'Espagne                | FC Barcelona    | Espagne    | 2011 |
| Coupe d'Espagne de football         | FC Barcelona    | Espagne    | 2012 |
| Championnat d'Allemagne de football | Bayern Munich   | Allemagne  | 2014 |
| Coupe d'Allemagne                   | Bayern Munich   | Allemagne  | 2014 |
| Championnat d'Allemagne de football | Bayern Munich   | Allemagne  | 2015 |
| Championnat d'Allemagne de football | Bayern Munich   | Allemagne  | 2016 |
| Coupe d'Allemagne                   | Bayern Munich   | Allemagne  | 2016 |
| Copa de la Ligue anglaise           | Manchester City | Angleterre | 2018 |
| Premier League                      | Manchester City | Angleterre | 2018 |

#### Championnats internationaux
| Titre                    | Club            | Pays      | An   |
| ------------------------ | --------------- | --------- | ---- |
| Ligue des Champions      | F. C. Barcelone | Espagne   | 2009 |
| Supercoupe de l'Europe   | F. C. Barcelone | Espagne   | 2009 |
| Coupe Mondiale des Clubs | F. C. Barcelone | Espagne   | 2009 |
| Ligue des Champions      | F. C. Barcelone | Espagne   | 2011 |
| Supercoupe de l'Europe   | F. C. Barcelone | Espagne   | 2011 |
| Coupe Mondiale des Clubs | F. C. Barcelone | Espagne   | 2011 |
| Supercoupe de l'Europe   | Bayern Munich   | Allemagne | 2013 |
| Coupe Mondiale des Clubs | Bayern Munich   | Allemagne | 2013 |